# Pavilhão Américo de Sá
O Pavilhão Américo de Sá foi o antigo pavilhão do Futebol Clube do Porto para as modalidades de andebol, hóquei em patins e basquetebol. O pavilhão foi substituído pelo Dragão Caixa, em 2009.